# Taito Phillip Field
Taito Phillip Hans Field  (ur. 26 września 1952 w Apia, Samoa Zachodnie, zm. 23 września 2021 w Auckland) – nowozelandzki polityk pochodzenia samoańskiego, członek parlamentu w latach 1993-2008 i lider New Zealand Pacific Party.
Od 1996, jako członek Partii Pracy reprezentował dystrykt Mangere w Izbie Reprezentantów. Jego poprzednikiem w Mangere był David Lange.
W 2005 Field został oskarżony o wykorzystywanie swojej pozycji politycznej w celu otrzymywania korzyści materialnych. Sprawa sądowa została otwarta w 2007. W międzyczasie Field stracił poparcie Partii Pracy. Opuścił Partie Pracy i założył nową partię, New Zealand Pacific Party, której został liderem. NZPP wzięła udział w wyborach w 2008 ale Field przegrał w Mangere z nowym kandydatem Partii Pracy, Su'a William Sio o 7,126 głosów.
24 sierpnia 2009 Field został uznany za winnego przez Wysoki Sąd (High Court) w Auckland za m.in. korupcję i łapownictwo. 6 października 2009 został skazany na sześć lat więzienia.